# Лоранс Венсан-Ляпуант
Лоранс Венсан-Ляпуант (фр. Laurence Vincent Lapointe; нар. 27 травня 1992) — канадська спортсменка, веслувальниця-каноїстка, срібна та бронзова призерка Олімпійських ігор 2020 року, багаторазова чемпіонка світу.

## Виступи на Олімпіадах
| Олімпіада  | Дисципліна                 | Місце |
| ---------- | -------------------------- | ----- |
| Токіо 2020 | каное-одиночки, 200 метрів | 2     |
| Токіо 2020 | каное-двійки, 500 метрів   | 3     |